# Кампу (Валонгу)
Кампу (порт. Campo) — район (фрегезия) в Португалии, входит в округ Порту. Является составной частью муниципалитета Валонгу. Находится в составе крупной городской агломерации Большой Порту. По старому административному делению входил в провинцию Дору-Литорал. Входит в экономико-статистический субрегион Большой Порту, который входит в Северный регион. Население составляет 8645 человек на 2001 год. Занимает площадь 12,68 км².
Покровителем района считается Мартин Турский (порт. São Martinho).